# Shorobe
Shorobe – wieś w Botswanie w dystrykcie Północno-Zachodnim. Osada znajduje się w pobliżu delty Okawango. Według spisu ludności z 2001 roku wieś liczyła 955 mieszkańców.